# Чарна-Кольонія
Чарна-Кольонія (пол. Czarna Kolonia) — село в Польщі, у гміні Пйонки Радомського повіту Мазовецького воєводства.